# Richmond, Michigan
Richmond är en ort i Macomb County i delstaten Michigan, USA.